# Agraecina
Agraecina là một chi nhện trong họ Liocranidae.